# 630 Euphemia
630 Euphemia eller 1907 XW är en asteroid i huvudbältet, som upptäcktes 7 mars 1907 av den tyska astronomen August Kopff i Heidelberg. Den är uppkallad efter helgonet Eufemia.
Asteroiden har en diameter på ungefär 15 kilometer och tillhör asteroidgruppen Eunomia.